# Gruppo dei Liberali e Apparentati
Il Gruppo dei Liberali e Apparentati è stato un gruppo politico presente nell'Assemblea consultiva della CECA e nel Parlamento europeo di orientamento liberale e liberaldemocratico. Nell'Assemblea della CECA è stato attivo dal 23 giugno 1953 al 30 giugno 1967, nel Parlamento europeo dal 1º gennaio 1958 fino al 1976. Nel 1976 il gruppo cambiò nome in Gruppo Liberale e Democratico.
Era un gruppo eterogeneo, che accoglieva sia partiti liberali di destra che di sinistra, sia conservatori liberali che socialiberali.

## Storia del gruppo
Il gruppo fu fondato all'Assemblea parlamentare della CECA il 23 giugno del 1953 ed era composto dai Liberali tedeschi, dai Liberali e Repubblicani italiani, dai gollisti francesi, e dai liberali olandesi, il Partito liberale belga. Nel 1958 un gruppo politico analogo venne creato all'Assemblea parlamentare europea.
Dopo la crisi della sedia vuota, nel gennaio 1965 i gollisti uscirono dal gruppo e formarono il Gruppo dell'Unione Democratica Europea.
Nel 1973 il gruppo accolse i Liberali inglesi e danesi. Nel 1976 mutò il nome in Gruppo Liberale e Democratico.

## Composizione
| Partito                                         | Abbr.    | Stato           | Periodo di adesione |
| ----------------------------------------------- | -------- | --------------- | ------------------- |
| Partito Liberale Democratico                    | FDP      | Germania        | 1958-1976           |
| Partito Liberale Italiano                       | PLI      | Italia          | 1958-1976           |
| Partito Repubblicano Italiano                   | PRI      | Italia          | 1958-1976           |
| Unione per la Nuova Repubblica                  | UNR      | Francia         | 1958-1965           |
| Partito Popolare per la Libertà e la Democrazia | VVD      | Paesi Bassi     | 1958-1976           |
| Democratici 66                                  | D66      | Paesi Bassi     | 1966-1976           |
| Partito Democratico                             | DP       | Lussemburgo     | 1958-1976           |
| Partito Liberale                                | PLB      | Belgio          | 1958-1961           |
| Partito della Libertà e del Progresso           | PLP      | Belgio          | 1961-1972           |
| Partito della Libertà e del Progresso           | VLD      | Belgio Fiandre  | 1972-1976           |
| Partito Riformatore Liberale                    | PRL      | Belgio Vallonia | 1972-1976           |
| Sinistra - Partito Liberale di Danimarca        | Venstre  | Danimarca       | 1973-1976           |
| Partito Liberale                                | Liberali | Regno Unito     | 1973-1976           |